# Strv 122
Stridsvagn 122 (Strv.122A) — шведський основний бойовий танк третього покоління, що є ліцензованим німецьким танком Леопард 2А5, в конструкцію якого внесено різні зміни. Посилена ходова частина, передня частина танка оснащена додатковими модулями бронювання, дах захищений від атак з верхньої півсфери, замість фар встановлені прожектори квадратної форми, робочі місця екіпажу обладнані пасками безпеки, встановлена французька система пуску димових гранат GALAX, що дозволяє відстрілювати димові та фугасні. Згодом конструкція танка вдосконалюється: так, на базовому варіанті Strv.122A була проведена модернізація, названа Strv.122B:' на танку поліпшено протимінний захист, модернізовано 10 танків. У 2010—2011 pp. побудований прототип «Strv.122B+», на якому встановлені новітні модульні бронеконструкції.
Всього було вироблено 122 танки, при цьому 29 штук зібрано у ФРН, решта — у Швеції.

## Тактико-технічні характеристики
Ширина танка в 3,75 метра була збережена шведськими конструкторами, в той час як вага збільшилася на 350 кілограм.
Stridsvagn 122 був розроблений для боротьби у шведських умовах, включаючи сильно лісисті райони, а також міську місцевість. Це позначення походить від 12 см гармати на другому танку, що перебуває на шведському озброєнні і має цей калібр (першим був Strv 121, Leopard 2A4s, оснащений шведськими вогнями і радіостанціями і пофарбований в шведський камуфляж). Strv 122 також повинен був подолати передбачувані недоліки оригінального німецького танка і відзначався такими особливостями:
- Посилена броня для захисту від ПТРК.
- Удосконалена оборонна система CBRN для захисту від хімічної, біологічної та радіоактивної зброї.
- Танк здатний вбрід проходити водойми глибиною до 1,4 метра.
- Здатність швидко виявляти, ідентифікувати та фіксувати ціль за допомогою лазерного далекоміра, термографічної камери та калькулятора швидкості/відстань/точності для максимальної точності.
- Можливість захоплення відразу кількох цілей, що дозволяє танку боротися з численними ворожими машинами без необхідності вручну наводити гармату після кожного пострілу.
- Активна комунікація для покращення координації між підрозділами[3].

## Виробництво та сервісне обслуговування
Stridsvagn 122 надійшов на озброєння шведських ЗС у 1996 році, до 1998 року налічувалося 180 танків, а до 2022 року — 120 одиниць.
У 2016 році Швеція замовила нову модернізацію Strv 122 у Krauss-Maffei Wegmann, постачання якої заплановано на період з 2018 по 2023 рік. Крім планового ремонту, Stridsledningssystem Bataljon (тактична командна система батальйону від SAAB), новий спостережний/гарматний приціл (TIM) для командира, а також нові системи зв'язку для міжнародних місій будуть додані разом з модульною системою балістичного захисту 360 °.

## Оператори
- Швеція: 120 одиниць станом на 2022 рік;

- Україна: 10 машин передано в рамках МТД для відбиття російської агресії[7]